# Erioptera javanensis
Erioptera javanensis är en tvåvingeart som beskrevs av de Meijere 1911. Erioptera javanensis ingår i släktet Erioptera och familjen småharkrankar. Inga underarter finns listade i Catalogue of Life.